# 林廣守
- 林廣守
- 林広守

林 広守（はやし ひろもり、旧字体：林 廣守、天保2年11月25日（1831年12月28日） - 明治29年（1896年）4月5日）は、幕末・明治前期の雅楽演奏者。幼名は榮之助、初名は廣金。日本の国歌である「君が代」の作曲者として知られている。

## 来歴・人物
天保2年（1831年）11月25日、大坂天王寺の楽人・林廣倫の三男として摂津国東成郡（現：大阪府大阪市天王寺区伶人町）に生まれる。後に同族の地下の楽人・林廣就の養子となる。林家は元々飛鳥時代に活躍した秦河勝の三男の末裔であるとされ、代々四天王寺に仕えて雅楽を演奏する家であったが、戦国時代末期に応仁の乱で断絶した朝廷の雅楽の再興を志した正親町天皇によって四天王寺から召し出された林廣康（寛永3年4月11日、73歳で没）がその事業に多大な貢献をしたということで代々朝廷に仕えるようになった。廣康の7代目の子孫・林廣済は舞の達人として仁孝天皇の寵愛を受けて正四位上を与えられており、廣守は幼少より廣済とその息子で養父の廣就から雅楽を学んだ。
天保12年（1841年）、11歳で朝廷に出仕して正六位下左兵衛権少尉に任じられる。3年後には朝廷の楽人として最低限必要と考えられていた中芸の試験に合格し、安政2年（1855年）には従五位下に任じられて名前を廣守と改めた。2年後には筑前守に任じられている。慶応元年（1865年）、正五位下に叙せられた廣守は朝廷楽人の中でも最高の試験である上芸の試験を満点で及第する。これは長い雅楽寮の歴史の中でも5人目という快挙であった。
明治維新後の明治2年（1869年）、明治天皇の東京行幸とともに東京へ移動することを命じられ、宮内省雅楽局（後に雅楽部、現在の宮内庁楽部）に配属された。明治8年（1875年）、政府の命令によって西洋音楽の学習を命じられて、以後西洋音楽の理論と雅楽の融合に努めることになる。明治13年（1880年）、楽人を代表して国歌制定委員となり、同年10月に現在の「君が代」の楽譜案を提出し、同年の11月3日の天長節において初めて演奏を行った。その功績によって位階制度復活後に正八位に叙せられる。
明治21年（1888年）に雅楽部副長に任命され、明治25年（1892年）に従七位となる。翌年、退官した後は後進の教育に力を注いだ。特に維新後に廃絶寸前であった笙の復興に与るところが大きかったといわれている。明治29年（1896年）4月5日の死去に際して正七位に叙せられた。近代以後の雅楽の大半は彼の系統に属するが、彼が最も期待を寄せていた長男の林廣季は父の仕事を引き継いだものの、父の死から2年後に急死している。